# G (ストリートファイター)
G（ジー）は、カプコンの対戦型格闘ゲーム『ストリートファイターV』に登場する架空の人物。
担当声優は山路和弘（日本語）、クリストファー・コーリー・スミス（英語）。

## 概要
『ストリートファイターV』（以下『ストV』と表記）のシーズン3の追加キャラクターの6人のうちの1人として初登場し、2018年8月7日にサガットと同時に配信された。
「世界大統領」と称する長身で髭面の男性。世界地図をモチーフにした黄金のペイントが体中に施されており、常に体表を周回している。デフォルトのコスチュームはシルクハットと袖を捲くったタキシードを着用する。
『ストV』のアーケードモードではCPU戦で条件を満たすと乱入キャラクターとして登場する。
2019年4月1日にストリートファイターシリーズ紹介サイト「シャドルー格闘研究所」において、エイプリルフール企画としてGを主人公としたシューティングゲーム『2019 世界大統領がSTGやってみた』が1日限定で公開された。

## キャラクターの設定
動画サイト「FooTube」に忽然と現れた、「世界大統領」を自称する謎の男。自分こそが世界人類の頂点であると嘯き、「やってみた」動画で様々なゲームやスポーツ、ストリートファイトに挑戦している。「世界大統領」以外に「地球大統領」や「宇宙大統領」を自称するなど、浮世離れしたその大言壮語的言動から他のキャラクターからは道化のように思われているが、溶岩をまとったり黄金の光を放つなど常人離れした力を持っている。自身のストーリーモードではローズの依頼で接触してきたメナトを本物の馬鹿ともそうでないとも判断突きかねるその言動で翻弄して圧倒し、ローズのストーリーでは彼女に敗北しつつも堂々と演説を続ける中で彼女に世界の終焉のビジョンを見せつけ慄かせるなど、ベガともまた異なる底知れない力を秘めた存在であることが示唆されている。
『ストV』のオリジナルボスを想定して作られたキャラクターでもある。元々は『ストリートファイターIV』や『ストV』開発初期に提案されたキャラクターだったが、採用に至っていなかった。
デフォルトのコスチュームはサーカスの団長がイメージされており、クリティカルアーツや勝利シーンで指を刺すポーズはアンクル・サムを彷彿とさせる。
対戦中のセリフの中には「スーパー・チューズデー」や「地に足をつけ、星を見るのだ」など、アメリカの政治や大統領に関するものが多くある。

## ゲーム上の特徴
「プレジデントレベル」と言う固有システムを持ち、各種必殺技を2段階まで強化できる。レベル2でダメージの上昇、レベル3でEX版と同じ性能になり、ダウンさせられない限りプレジデントレベルが下がることはない。
前後ステップやジャンプの性能が低く、無敵技もないため、防御面が弱い。その代わりVスキルで自身にバリアを張ったり、プレジデントレベルによる必殺技の強化など攻めによって補っていくスタイル。
EXゲージを上昇させるだけで攻撃動作のない特殊技「地球人民に告ぐ」は、Gが歩きながら様々な方向を向き身振り手振りをしつつ演説を行うという独特のもの。
1分間放置すると500ダメージ与えられるポーズをする。

## 技の解説

### 通常技
| 操作     | 立ち                   | しゃがみ           | 斜めジャンプ     |
| -------- | ---------------------- | ------------------ | ---------------- |
| 弱パンチ | ようこそチョップ       | 待ちたまえチョップ | はばたけパンチ   |
| 中パンチ | 地球人民よパンチ       | ご挨拶だナックル   | 語ろうパンチ     |
| 強パンチ | 私が大統領だハンマー   | 威勢が良いなリフト | 惑星の力シザース |
| 弱キック | 小手調べキック         | 猪口才なキック     | 上から失礼キック |
| 中キック | 交渉決裂キック         | 愉快だねキック     | 油断したねキック |
| 強キック | 目もあてられないキック | 失礼するよスィープ | 世界は周るキック |

### Vシステム
G・リベンジ
Vリバーサル。強烈なお辞儀で反撃する。
G・エリミネイト
Vシフトブレイク。

#### Vスキル
G・バリア[I]
地球上のエネルギーで構成されたフィールドを展開する。Gを包み込む球形のバリアで、相手の飛び道具を相殺してVゲージを増加させることもできる。空中でも発動可能。
Vトリガー[I]発動中は展開したフィールドをそのまま放つ3ヒットする飛び道具に変化。また、バリアで飛び道具を相殺した時はEXゲージが増加する。
G・プロテクション[II]
地球のエネルギーを自らの体内に取り込み、体を硬質化させる。相手からのダメージを軽減し、同時にVゲージを増加させることもできる。3度まで効果を重ねることができ、特定の攻撃をキャンセルして発動することもできる。ただし、ダウンすると効果がなくなる。プレジデントレベルが1以上ある時にダウンさせられると防御力上昇の効果と引き換えにプレジデントレベルの減少を防げる。
Vトリガー[I]発動中は動作中に攻撃を受けても一度だけ耐えられるアーマー効果がつくほか、通常技をキャンセルして出すことも可能になる。

#### Vトリガー
マキシマムプレジデント[I]
全身の皮膚が黄金に変化する。一定時間、プレジデントレベルが最大状態になり、必殺技を別の必殺技で一度だけキャンセルできるようになる。
また、Vスキルの性能が強化される。
デンジャープレジデント[II]
両腕にマグマを纏う。「G・エクスプロージョン」と「G・レイジ」が必殺技に追加される。

### 投げ技
バイオレンスプレジデント
ボディブローで怯ませ、ラリアットで吹き飛ばす。
シャイニングプレジデント
相手を軽々と持ち上げると自身の膝に相手の背中を叩きつける。
デストロイプレジデント
しゃがみ状態の相手への投げ技。相手の頭を掴んで、顔面に膝蹴りを叩き込む。

### 特殊技
ワイルドプレジデント
振り返りながらの裏拳。
ストロングプレジデント
片腕によるアッパーの浮かせ技。
クラッシュプレジデント
足を大きく回しながらの踵落とし。
フライングプレジデント
フライングボディプレスで下降する。
地球人民に告ぐ
身振り手振りしながら演説を行い、EXゲージを上昇させる。最大で約25秒あり、途中で動作をキャンセルできる。また、特定の攻撃をキャンセルして発動することも可能。なお、演説の内容は3種類ある。

### 必殺技
G・チャージ
地に手を付け、地球のエネルギーを吸収する。プレジデントレベル(LV)をためることができ、特定の攻撃をキャンセルして発動できる。
G・スマッシュ・オーバー / G・スマッシュ・アンダー
前方に突進して「オーバー」はアッパー、「アンダー」は下段にフックを繰り出す。LV3およびEX版はヒットすると大降りのフックで追撃する。「オーバー」のLV3およびEX版はヒット時、壁で跳ね返るがプレジデントレベルが最大かVトリガー[I]発動中でないと追撃はできない。
G・バースト
片腕を斜め下に向かって振り、小さな輝く隕石を撃つ。LV3およびEX版は地面に撃ちつけられた隕石からマグマが溢れ前方に波を打つ。
G・スピンキック
飛び上がって回転しながら踵落としを繰り出す。LV3およびEX版はヒットすると、再び飛び上がって踵落としで追撃する。
G・インパクト
コマンド投げ技。相手を掴むとアッパーカットで吹き飛ばす。LV3およびEX版は相手を掴むとボディブロー、両腕を組み合わせたハンマーフック、アッパーカットの連撃になる。
G・エクスプロージョン
Vトリガー[II]発動中に使用できる必殺技。片腕によるアッパーで、マグマの激しい爆発を伴う。
G・レイジ
Vトリガー[II]発動中に使用できるコマンド投げ技。大きく振りかぶって相手を掴むと両腕で持ち上げつつ高く飛び上がり、マグマの爆発と共に地面に叩きつける。振りかぶっている動作中にアーマー判定がある。

### クリティカルアーツ
パンゲアバースト
指先に黄金の輝きを溜め、地面に向かって放つ。放たれた光が地面に当たると、そこからマグマが噴出される。